# Acrolophus barbipalpis
Acrolophus barbipalpis är en fjärilsart som beskrevs av Walsingham 1913. Acrolophus barbipalpis ingår i släktet Acrolophus och familjen Acrolophidae. Inga underarter finns listade i Catalogue of Life.